# Верхняя Пылемецкая
Верхняя Пылемецкая — река в России, течёт по территории Заполярного района Ненецкого автономного округа. Вытекает из северной оконечности озера Нячево. Течёт с юго-востока на северо-запад, западнее реки Нижняя Пылемецкая. Устье реки находится в 2 км по правому берегу протоки Печоры Лабожский Шар. Длина реки составляет 31 км.

## Данные водного реестра
По данным государственного водного реестра России относится к Двинско-Печорскому бассейновому округу, водохозяйственный участок реки — Печора от водомерного поста Усть-Цильма и до устья, речной подбассейн реки — бассейны притоков Печоры ниже впадения Усы. Речной бассейн реки — Печора.
Код объекта в государственном водном реестре — 03050300212103000083872.